# Camponotus cervicalis
Camponotus cervicalis es una especie de hormiga del género Camponotus, tribu Camponotini. Fue descrita científicamente por Roger en 1863.
Se distribuye por Madagascar y Mauricio. Se ha encontrado a elevaciones de hasta 1513 metros. Vive en microhábitats como troncos podridos y la vegetación baja.